# Келераш (Молдова)
Келера́ш (рум. Călăraşi, Кэлэрашь) — місто в Молдові, центр Калараського району за 50 км від Кишиніва. Залізнична станція на лінії Кишинів — Унгени.
До складу міста входить село Орикова.

## Етимологія
Назва «Calarasi» румунською означає «вершники». У сучасній румунській мові замість нього використовується слово «calareti». Цій назві місто зобов'язане легендою, відповідно до якої господар Стефан III Великий у війні з турками наказав загону кінноти тримати на цьому місці оборону. Коли турки напали на загін, багато хто з вершників загинув у бою, але загалом вони перемогли. Відтоді поселення на цьому місці називається Келераш.
Також «Calarasi» — візантійські легкі кавалерійські воєнізовані частини, котрі забезпечували охорону торговельних шляхів і які за своєю формою та озброєнням не відрізнялися від гусарів.

## Історія
Келераш відомий з XV століття.
Те, що місто Келераш розташоване на стародавньому торговельному тракті підтверджується багатьма залишками матеріальної культури. Дані про стародавню візантійську церкву, що розташовувалася в центрі Келераша, але була зруйнована ще у 1970-тих роках XX століття, залишилася не тільки в народній пам'яті, але й в архівах. Крім того, ще й сьогодні в місті уздовж і неподалік від колишнього торговельного тракту збереглася невелика кількість льохів, що належали середньовічним торговцям, причому деякі з яких приголомшують своїми розмірами. Також про стародавність торговельного тракту свідчить наявність підмурівок, шари яких в умовах нестабільних для будівництва місцевих дакійських чорноземних ґрунтів збереглися не скрізь. Сам торговельний тракт дуже давній та згадується в багатьох стародавніх хроніках задовго до народження Стефана III Великого: він тягнувся від столиці Східної Волощини («Принципат Молдова») міста Ясси, потім проходив через «перевал» (населений пункт «Корнешти»), надалі тракт заглиблювався в лісистий важкопрохідний район, у якому візантійській поліції («келерашам») завжди вистачало роботи через лісових розбійників («хайдеїв», «гайдуків»). Судячи з назв населених пунктів «охороні візантійські келераші» на тракті, що йшов від Ясс на схід, розквартирувалися в: Келерашах — Страшенах — Лепушне (Хенчешти) — Тігіні (Бендери). Далі тракт ішов уже Наддністрянщиною, розгалужуючись на схід в бік Одеси та на північ в сторону Південного Бугу.
Згідно зі Списками населених місць Бессарабської губернії за 1859 рік, Келераш — резеське село на лівому березі річки Бик у 265 дворів і населенням в 1468 осіб (753 чоловіків, 715 жінок). Була одна православна церква. Село відносилося до Оргеєвського повіту Бессарабської губернії.
Біля села Келераш знаходилося містечко Тузора в 110 дворів. Населення становило 891 особу (436 чоловіків, 455 жінок). Були одна православна церква, єврейська школа, один завод, проводилися щотижневі базари. Через деякий час обидва населені пункти об'єдналися.
Основою сучасного села Тузара, розташованого на правому березі, стало Селище Тузора в 50 дворів з 339 жителями.
За даними довідника «Волости и важнейшие селения Европейской России» за 1886 рік, Келераш (Тузори) — село резешів з 352 дворами та 1977 жителями, адміністративний центр Тузорської волості Оргеєвського повіту.

## Економіка
За часів МРСР у Келераші функціонували: винно-коньячний комбінат, консервний і масло- і сироробний заводи, була розвинута швейна промисловість, було педагогічне училище. Станом на 1970 рік населення становило 13,9 тис. жителів.
У наш час в місті є завод із виробництва вин і коньяків «Călăraş Divin», швейна фабрика, молочний завод «LAPMOL» і консервний завод. У березні 2007 року відкрився перший в районі продуктовий магазин самообслуговування — супермаркет національної мережі «Fidesco», потім, у 2010 р., відкрився ще один супермаркет «Fidesco» в будинку колишнього кінотеатру.

## Відомі келерашці (євреї)
- Хаім Грінберг (1889—1953 рр.), єврейський письменник і суспільний діяч, виріс у Келераші.
- Самсон Кемельмахер (нар. 1953, Келераш), автор-виконавець єврейських пісень на їдиш.
- Зігмунд (Зейлик) Могулеско (1858 р., Келераш — 1914 р.), єврейський театральний актор.
- Янкев-йосеф Тверський (1899—1968 рр.), голова келераського хасидського двору Сквирського напрямку в міжвоєнні роки.
- Самсон Шляху (1915 р., Келераш — 1993 р., молдавський письменник.

## Галерея

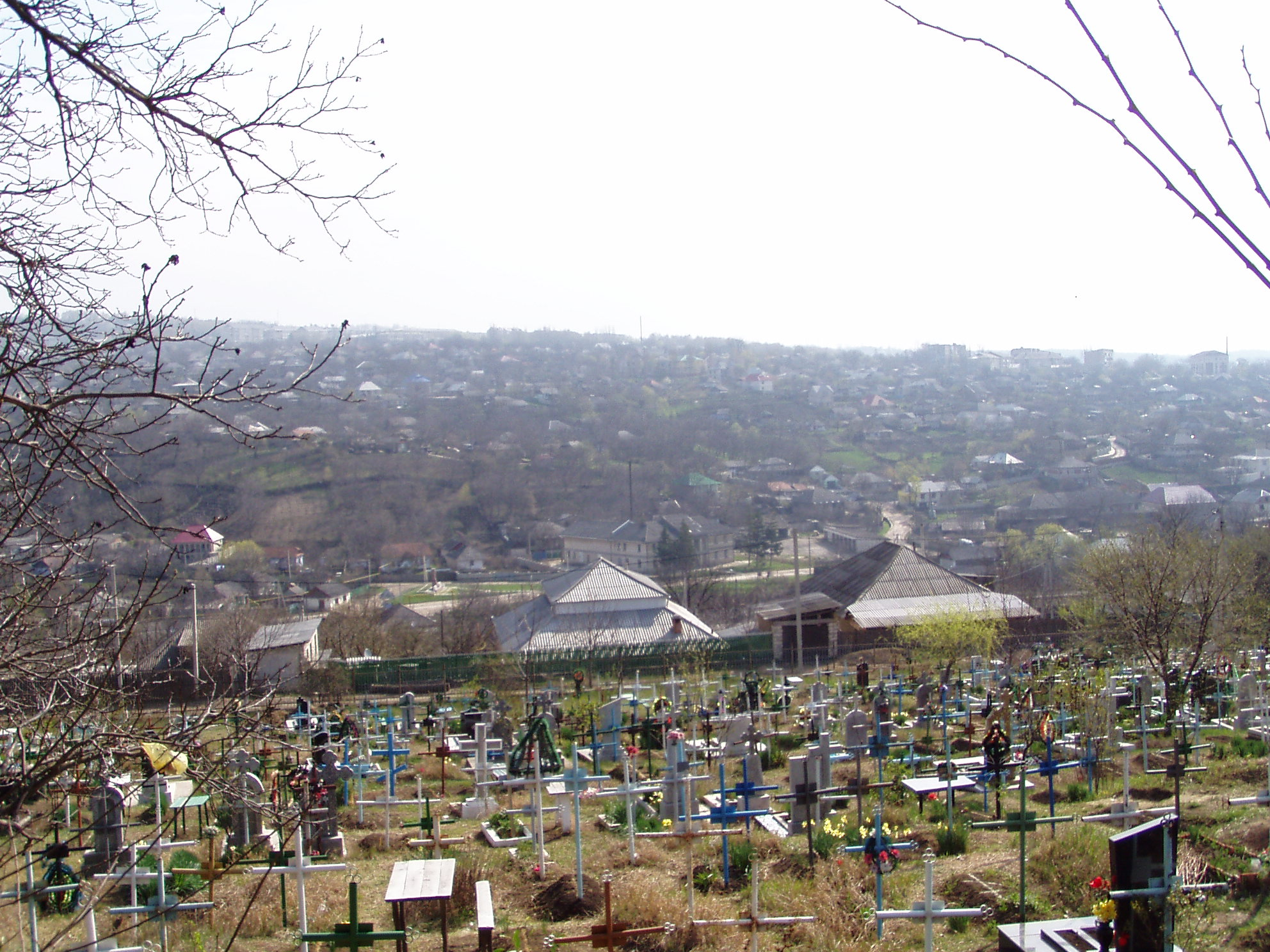
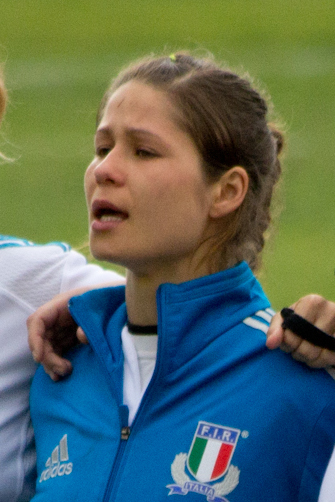
Крістіна Моліч —— футболістка із Келераші
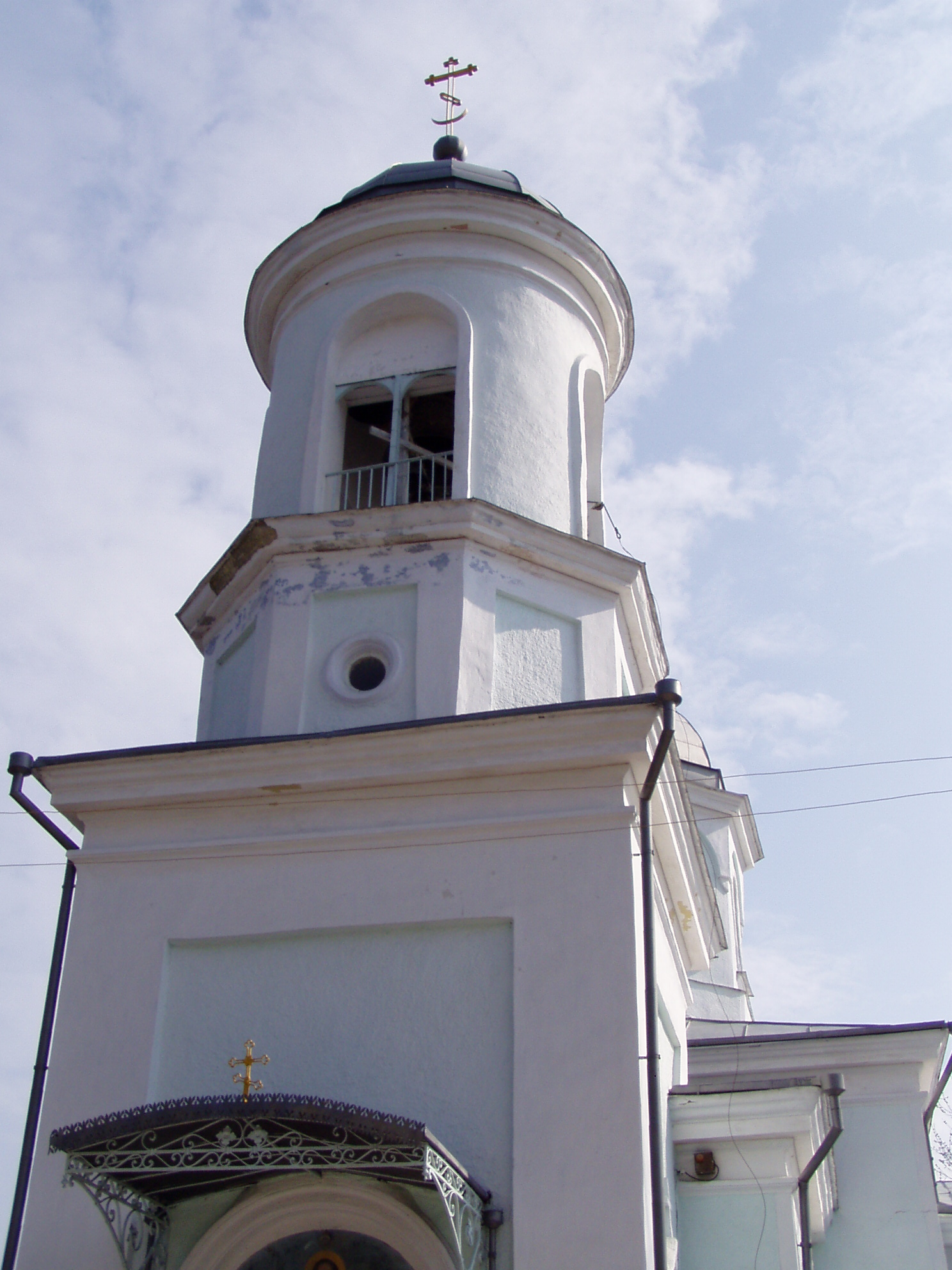
Церква
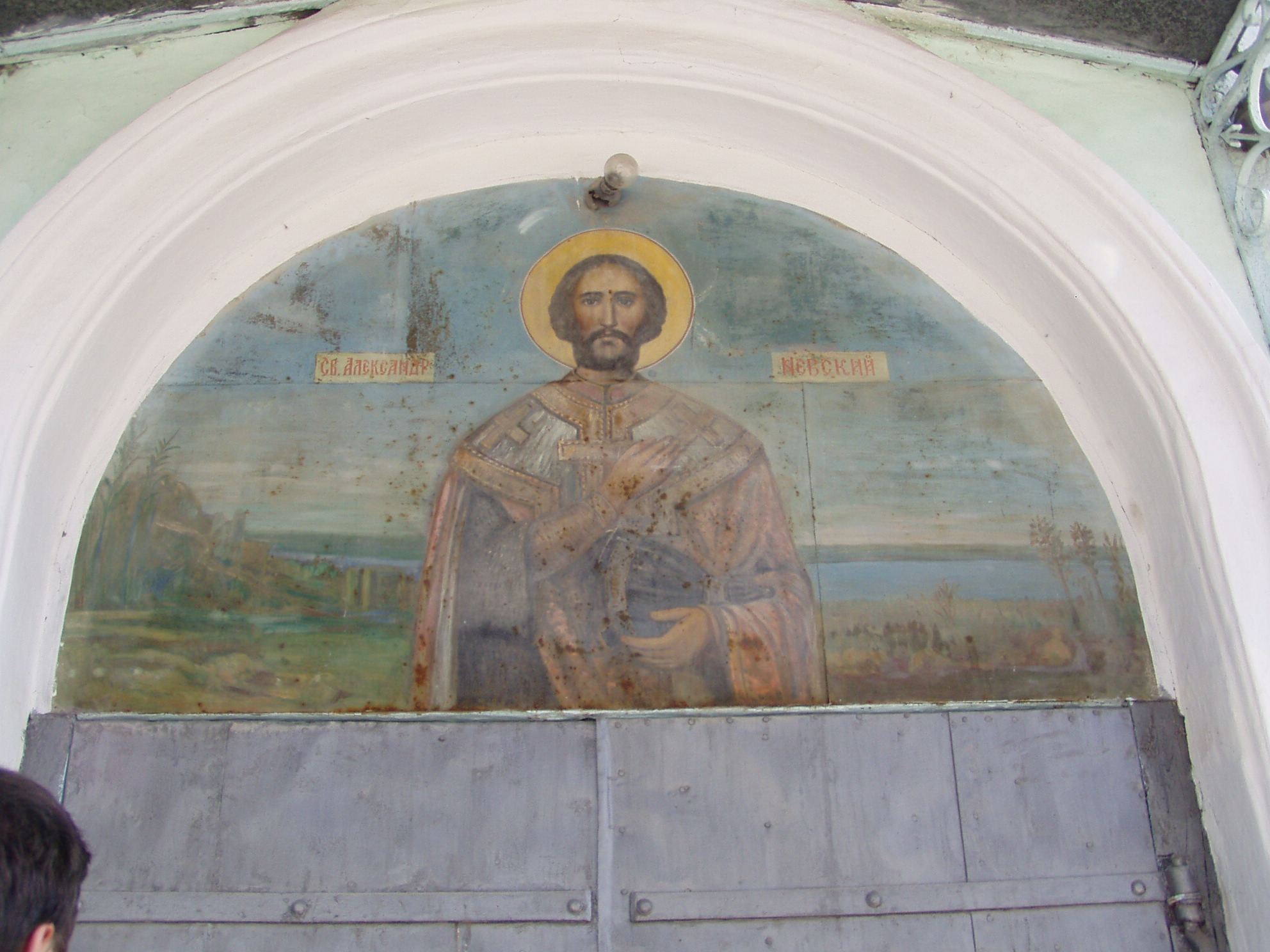
Олександр Невський (фреска у церкві)
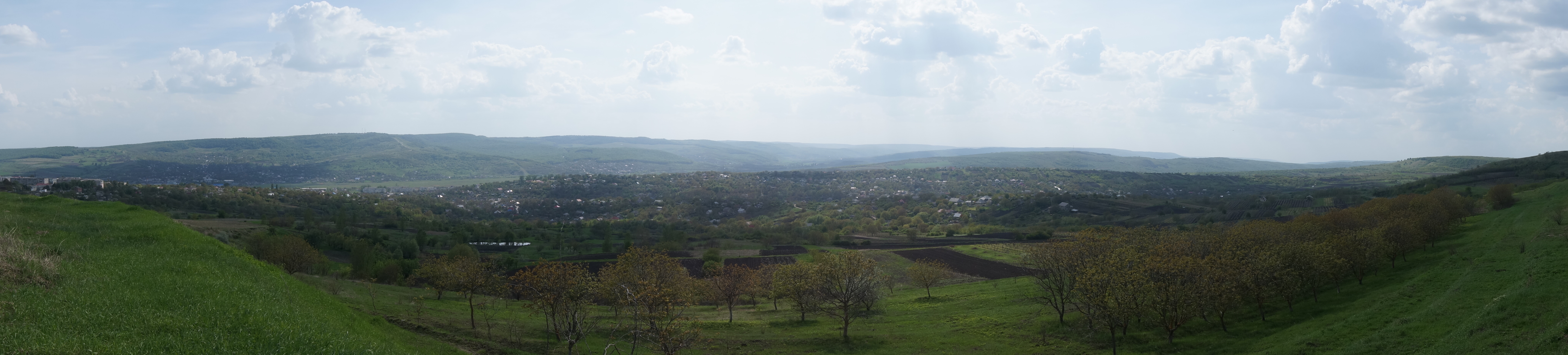
Панорама міста

## Міста-побратими
- Франція Вільфранш-сюр-Сон[6]
- Румунія Келераші (2007)
- Болгарія Две-Могили (2010)

## Цікаві факти
- Відома класична клезмерська композиція, що називається «Келераш». Записувалася різними музикантами клезмерського напрямку, один із перших — Нафтулей Брандвейн (1884—1963; cf. компакт-диск «Klezmer Music. Early Yiddish Instrumental Music: 1908—1927». Arhoolie: США, 1977, запис 1922 року).